# Pornografi
| Pornografi (Porr) |
| --- |
| Inspelning av porrfilm, december 2007. - Betydelse – material producerat för sexuell upphetsning - Bakgrund – franska pornographie, efter grekiskans porne (prostituerad) och grafia (skrift) - Historia – i svensk skrift sedan 1891, som fenomen åtminstone sedan mesolitikum eller paleolitikum - Format – film, litteratur, stillbilder - Relaterade begrepp – ASMR, erotica, sexfantasi, striptease, webbkameramodellande |

Pornografi (av grekiska πόρνη, pórnē, prostituerad, och γραφíα, grafía, skrift) är sexuella skildringar i text, bild och ljud, i syfte att underhålla och väcka lust. Det är ett lånord från franskans pornographie, och ofta används den vardagliga kortformen porr. Pornografi innefattar allt från mer eller mindre utmanande nakenbilder (av helt eller endast delvis avklädda kroppar) till skildringar av samlag eller andra sexuella aktiviteter. Det besläktade begreppet erotica brukar definieras som konst med ett sensuellt innehåll, men gränsdragningen mellan erotik och pornografi är svår att göra på ett objektivt sätt. Sexuellt upphetsande bilder har återfunnits i grottor bebodda för minst 35 000 år sedan.
Pornografin är kopplad till sexuella fantasier och beskriver scener som lockar eller fascinerar. Den kan informera om saker man skulle vilja testa i verkligheten, men det kan också vara saker man bara vill ha som en tankelek. Pornografin är ofta gränsöverskridande och tenderar ibland att vara obscen. Materialet stimulerar till eller kan underlätta onani (som ett sexuellt hjälpmedel), men konsumtion av det gränsöverskridande materialet ses för det mesta som privat eller tabu. Konsumerandet kan ibland leda till skamkänslor, när den orgastiska upphetsningen avtagit och materialets stötande karaktär framstår tydligare.
Pornografiskt material kan vara kommersiellt eller producerat på amatörnivå. Den kommersiella pornografin presenteras bland annat som foto eller film (se vidare pornografisk film). Även den litterära pornografin är en levande tradition, och tecknad porr i manga eller anime brukar beskrivas via begreppet hentai. Under senare år har interaktiva datorprogram och webbkameror blivit vanligare. Pornografi distribueras allt oftare via internet.
2010-talets stora spridning av smartmobiler och gratis porr via Pornhub och andra videoplattformar har gjort att konsumtionen ökat, även bland kvinnor och minderåriga. Framför allt det senare ses ofta som problematiskt, eftersom unga människor inte alltid kan skilja fiktion från ren sexualupplysning. Den oftast underhållningsinriktade och ofta överdriva pornografin används därför på olika sätt, i en kultur där filmade samlag sällan tydligt visas på annat sätt och sex är ett känsligt diskussionsämne.
Den stora tillgängligheten kan öka risken att bli beroende – eller åtminstone vaneanvändare – och pornografi listas ibland som ett superstimulus. Den alltmer tillgängliga gratisporren anses ha drivit på utvecklingen mot fler genrer, samtidigt som den populära heterosexuella mainstreampornografin ibland tydligt vädjar till manliga maktfantasier.

## Definition och betydelse
Pornografi handlar om sexuella skildringar i text, bild eller ljud, med det främsta syftet att vara sexuellt lustfyllt och upphetsande. Här finns allt från utmanande nakenbilder (av helt eller endast delvis avklädda kroppar) till skildringar av samlag eller andra sexuella aktiviteter. Den här breda definitionen gör det svårt att skilja ut porren från andra uttryck. Gränsen mellan erotisk konst och pornografi är oklar, men man drar ofta en gränslinje baserat på det sociala, kulturella eller politiska sammanhanget. Pornografins gränsöverskridande karaktär har gjort att skildningar med en mer accepterad och "kulturell" stämpel beskrivits med andra namn. Pornografin ses ofta som något provokativt och utmanande (av den goda smaken), och konsumtionen av den har en fetischistisk karaktär. Porr ingår i det vidare begreppet erotica, som även inkluderar erotisk litteratur.
Ordet pornografi kommer från franskans pornographie, vilket är en 1800-talsbildning utifrån grekiska πόρνη (pórnē, prostituerad) och γραφíα (grafía, skrift). Ordet har antika rötter men har dokumenterats endast från en skrift, i den grekiske retorikern Athenaios Deipnosophistae från 200-talet.
Erotiska skildringar, med eller utan koppling till prostituerade, har förekommit sedan antiken. I den judeo-kristna kulturen har både prostitution och pornografi omväxlande för det mesta begränsats eller förbjudits. Först i slutet av 1900-talet släpptes pornografin mer eller mindre fri i många västerländska länder, samtidigt som prostitutionen rönt olika öden (förbjuden i USA, tolererad men undertryckt i många länder, accepterad och reglerad i Tyskland).
Genom att definitionen av pornografi ofta definieras utifrån sitt sammanhang, har pornografin också utvecklats genom historien. 1960- och 1970-talets utvikningsbilder sågs då som pornografiska, men de skiljer sig från mer explicita bilder av könsorgan och avancerade sexuella aktiviteter (hårdpornografi) som sedan 1980- och 1990-talet spritts via pornografiska tidningar, filmer och internet. Under 2010-talet, i en tid när de flesta människor har en smartmobil med internet i fickan, har den stora tillgången till gratis och ocensurerad pornografi bidragit till en vidareutveckling och ökad genreindelning. Samtidigt som genrer som pornografi med barn och djur är olagligt i de flesta länder, har olika former av våldsinslag (lagligt att utföra – men ej sprida – i Sverige om handlingarna högst motsvarar ringa misshandel och produceras efter samtycke) blivit en mycket omdiskuterad del av "mainstreampornografin".

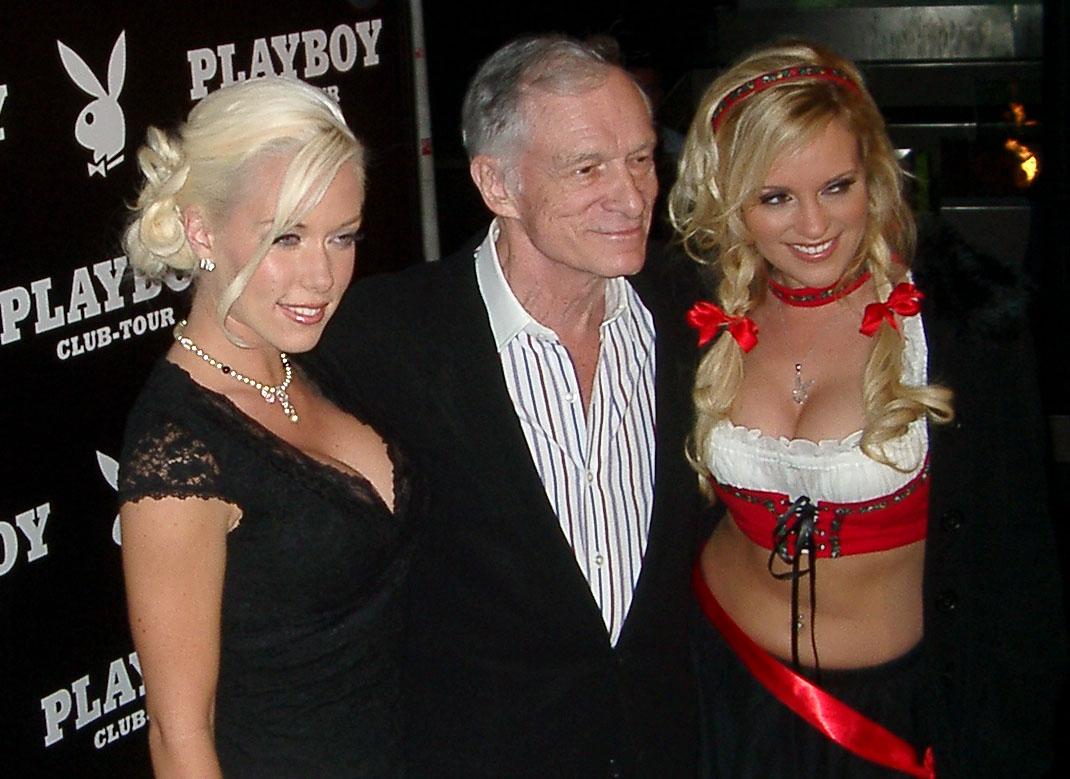
Hugh Hefner 2006, med hans två flickvänner Kendra Wilkinson och Bridget Marquardt (den förstnämnda även modell för Playboy, en inflytelserik mjukporrtidning från starten 1953).

Pornografin lockar ofta genom att medvetet gå över moraliska gränser, men gränsöverskridandet kan samtidigt enligt Richard S. Randall bidra till att befästa samhälleliga normer. Genom att pornografiska excesser med BDSM-inslag och påstått kvinnoförnedrande innehåll lyfts fram av dess kritiker, tydliggörs enligt Randall ramarna för vad som i samhället ses som acceptabelt beteende. Samtidigt är mycket av det som tidigare sågs som pornografiskt eller obscent numera en del av populärkulturen. Detta inkluderar låttexter i rapmusik, sexuellt utmanande klädmode, ocensurerade samtal omkring sexualitet i TV-serier och explicita sexuella skildringar i romanform. Ibland ses den utbredda sexualiseringen av samhället som ett tecken på pornotopi (jämför utopi), en hedonistisk dröm- och idealvärld.

### Genreliknelser
Det pornografiska uttrycket har stora likheter med andra mediegenrer som främst vill uppväcka konsumentens känslor. Rollfördelningen är oftast förenklad och stereotyp, eftersom fokus inte ligger på en realistisk beskrivning av verkliga skeenden. Pornografin tenderar att presentera scener ur en drömvärld, med inslag av dominans, makt och sexuell tillgänglighet. Både pornografisk film och actionfilm riktas in mot en mer eller mindre uppskruvad händelseutveckling, och i båda fallen presenteras "hjältens" identitet och målet för dennes aktiviteter på ett förenklat och okomplicerat sätt. Skillnaden mellan actionfilm och pornografisk film är att skådespelarna i den senare i regel är sina egna stuntmän (och stuntkvinnor), vilket innebär större utmaningar för skådespelarna. Porrfilmen har också utvecklat en mängd undergenrer, baserat på kopplingen till konsumentens olika fetischer och kinks.
Filmvetaren Linda Williams menar att skräckfilm, melodram och pornografi faller inom kategorin kroppsgenrer (engelska: "body genres"), eftersom alla tre är utformade för att väcka fysiska reaktioner hos betraktaren. Skräckfilm är gjord för att generera kalla kårar längs ryggraden, vitnande knogar och en skräckslagen blick (ofta i samband med bilder av blod); melodramer ska skapa sympati (ofta genom uppvisandet av tårar); pornografi är utformat för att framkalla sexuell upphetsning (ofta genom bilder av ejakulationer). Williams anser att en stor del av det pornografiska uttrycket beror på distansen mellan skådespelarna och deras publik. Därför menar hon att pornografins utseende till stor del både kommer från och kompenserar den upplevda distansen mellan betraktaren och den betraktade. Detta är i linje med Laura Mulveys definition av Den manliga blicken, som via en fetischisering vill avskaffa avståndet mellan betraktare och betraktad.

### Pornografi och prostitution
Pornografin har genom sitt namn koppling till prostitution, som en uppvisning – prostitution – av sexuella handlingar och scener utanför en privat social relation. Genom den tekniska utvecklingen har det vuxit fram ett antal medier som kunnat ge sexuell tillfredsställelse som ersättning till intima kontakter med en sexsäljare. På det sättet kan pornografi ofta betraktas som medialiserad prostitution och som ett teknologiskt begrepp. När pengar är konkret närvarande som betalning för materialet blir den en ersättning för sexarbete. I den digitala världen finns också storleksfördelar genom att samma material enkelt kan mångfaldigas och säljas till fler kunder, på ett sätt som (traditionell) prostitution inte kan.
Porrskådespelare har i kulturen en position ofta väldigt snarlik andra sexsäljare, som omoraliska alternativt ofta utnyttjade personer och arbetare. En sexarbetare kan sprida sexuellt suggestiva eller upphetsande bilder eller filmer som marknadsföring för annat sexarbete (som webbkameramodell på Onlyfans eller oberoende eskort).
Samtidigt kan just medialiseringen av det sexuella fungera som en ersättning för "traditionell" prostitution. Den bjuder på tillgång till en sexuellt villig person, men genom ett medium och inte i det fysiska rummet. Hos olika samhällsdebattörer sägs pornografi både kunna minska och öka efterfrågan på sexuella tjänster, beroende på perspektiv och politisk utgångspunkt.
I länder som USA och Sverige är pornografiskt material skyddad av grundlagen, som ett skydd för yttrandefriheten. Inget motsvarande skydd finns för icke-medialiserat umgänge mellan säljare och slutkund.

### Symboler och överförd betydelse

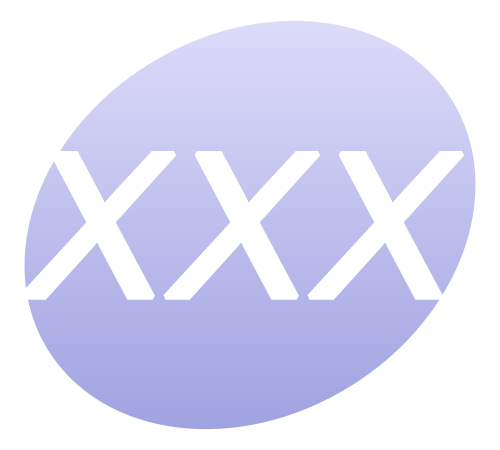
XXX är en vanlig symbol för pornografi.

Pornografi symboliseras ofta med XXX. Det kommer från amerikanska filmbranschorganisationen MPA:s egen innehållsutvärdering, lanserad 1968. I den klassningen betydde X att filmen inte var för minderåriga, till exempel på grund av nakenhet eller sexuellt innehåll, den blev X-rated, det vill säga ungefär X-klassad. Utvärderingen var inte lagligt tvingande men accepterades genomgående. Märkningen var inte skyddad av MPA, och när pornografin blev mer kommersiellt gångbar märkte de pornografiska distributörerna, vilka inte var med i MPA, sina filmer med ett X i marknadsföringssyfte. Detta ledde till att filmer märkta med X fick svårare att distribueras när flera aktörer inte ville sälja eller visa filmerna. För att ytterligare markera att materialet innehöll explicit sexuellt material adderade pornografidistributörerna ett eller flera X. MPA förändrade och varumärkesskyddade ett nytt utvärderingssystem 1980, och tre X, med begreppet X-rated, hade etablerats som generella symboler för pornografi.
I överförd bemärkelse kan orden porr eller pornografi användas i sammansättningar för excessiva framställningar av något icke-sexuellt, i tidskrifter eller tv. Exempel på detta är vapenporr, motorporr, matporr, inredningsporr eller känsloporr. Socialpornografi – där misärporr är en variant – är en äldre term för oseriösa socialreportage.
De flesta av dessa material är beskrivningar eller aktiviteter som är kopplade till njutning eller lockar ens sinnen. ASMR ses ibland som en sorts pornografi eller åtminstone erotica, eftersom den kittlar ens sinnen via bland annat ljud och bild. En undersökning från 2015 antydde att ASMR i första hand används som insomningshjälp eller för att minska stress, och i mycket mindre grad för sexuell stimulans. I Kina förbjöds 2018 publicering av ASMR-relaterade videor, med hänvisning till "vulgärt och pornografiskt material".

## Varianter

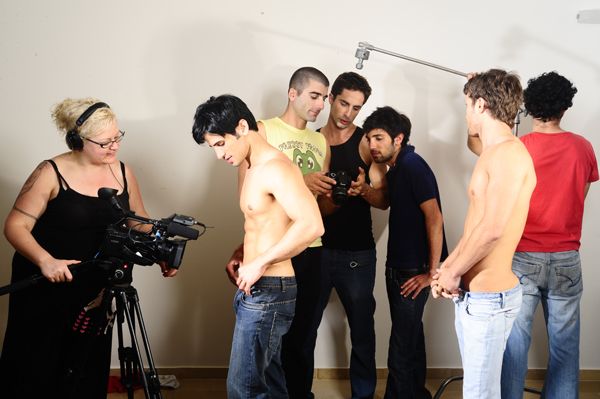
Produktion av israelisk gaypornografi, 2009.

Pornografiskt material kan vara kommersiellt eller producerat på amatörnivå. Kommersiell pornografi produceras för båda könen och alla sexuella inriktningar, även om den vanligaste kommersiella pornografin (mainstreampornografi, en variant av hårdpornografi) vänder sig till en manlig heterosexuell publik. Dessutom finns gaypornografi, och bland kvinnliga Pornhub-användare är lesbisk pornografi – där den kvinnliga njutningen oftare sätts i fokus – särskilt vanlig.
Pornografin har inte ett enda utseende, även om grunden är en ofta obscen vädjan till sexuell upphetsning. Det kan vara inriktat på speciella sexuella läggningar, såsom med gaypornografi, heterosexuell pornografi och lesbisk pornografi, och där kan även finnas inslag av fetischer som läder, gummi, lack och nylon. Olika varianter och kombinationer av dessa kan varieras med inslag av exempelvis fisting, bondage, urinering, koprofili, vålds- eller gladporr, beroende på vilka sexuella fantasier som åsyftas. Kunskapen om förbjudna varianter som barnpornografi är begränsad, på grund av att denna oftast sprids genom mer dolda kanaler.
Marknaden för avancerad pornografi finns idag i första hand på internet, med ett stort utbud av gratisporr av olika slag. Framgångarna med den affärsmodell (reklamfinansierade "skyltfönster" med miljontals gratis och oftast korta porrvideor) som bland annat Pornhub lanserade i slutet av 00-talet har lett till en större synlighet för en mängd olika nischer av pornografi, kopplade till olika sexuella fantasier. De mest frekventa söktermerna 2018, hos det främst engelskspråkiga Pornhub, var lesbian, hentai (japansk tecknad porr), milf ("mother I like to fuck"), step mom och japanese. Lite längre ner på listan kom mom, teen, asian, massage, korean, ebony, anal och threesome. 2014 listade systersajten Youporn 61 olika pornografiska kategorier. Den stora variationen i genrer och konsumentens intresse för nya skådespelare har kopplats samman med Coolidge-effekten.
Den kommersiella pornografin presenteras både som foto eller film (se vidare pornografisk film). Även den litterära pornografin är en levande tradition. Under senare år har också interaktiva datorprogram och webbkameror blivit vanligare. Interaktiva system inkluderar bland annat visuella romaner och eroge, sexuella rollspel och datorspel där man beroende på ens löpande val presenteras för olika typer av sexuella berättelser och situationer. Sexuellt upphetsande scener kan direktsändas via en webbkameramodell som är uppkopplad mot tittare via en webbkamera, och Onlyfans är bara en av ett antal webbportaler som i stor utsträckning är uppbyggt kring denna typ av sexarbete.

### Kändissexvideor

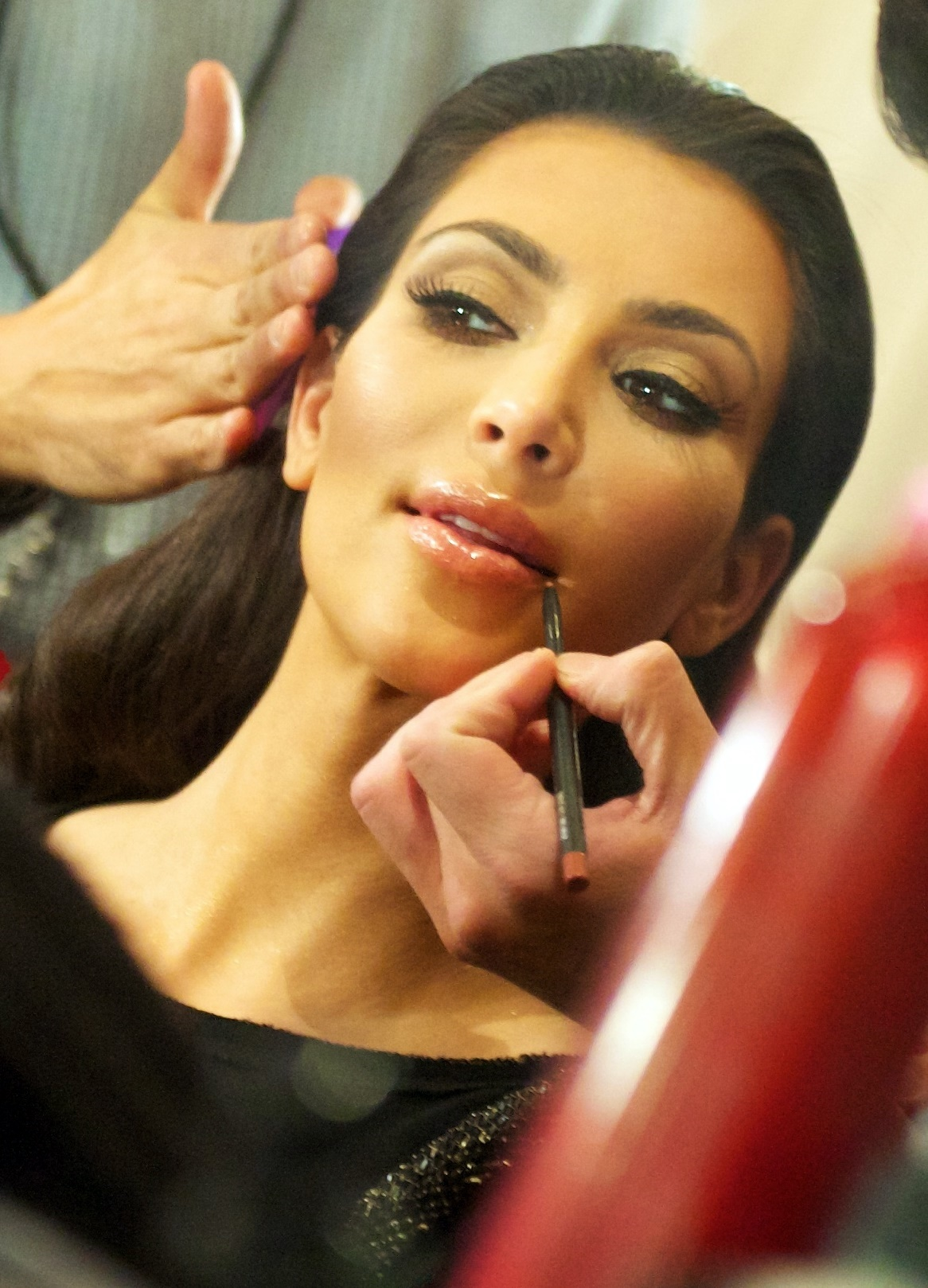
Kim Kardashian, som blev känd via en privatinspelad sexscen.

Genom åren har ett antal filmer med kändisar som har sex spridits på och utanför internet. Några sådana exempel är ett par filmer med Pamela Anderson och en film med Paris Hilton. Även filmer med Tom Sizemore, Colin Farrell och hockeyspelaren Jan Huokko väckt uppståndelse. Oftast kommer sådana här filmer upp då före detta pojkvänner, eller flickvänner, sprider ut dem (som i Paris Hiltons och Jan Huokkos fall), eller så stjäls filmerna (som för Pamela Anderson och Colin Farrell) och säljs vidare.
2021 var den mest visade filmen på Pornhub en egeninspelad amatörsexvideo med Kim Kardashian och Ray J, inspelad 2002 och offentliggjord av Ray J 2007. Kardashian stämde bolaget Vivid Entertainment för att få tillbaka kontrollen över videon men nöjde sig senare med en ersättning från Vivid motsvarande 5 miljoner US-dollar.

### Olika roller
Pornografisk film är oftast riktad mot en manlig heterosexuell målgrupp, vilket påverkar vilka olika roller män och kvinnor har en scen eller en film. 2013 gjordes utifrån data i Internet Adult Film Database (IAFD) en amerikansk genomgång av 10 000 skådespelare inom branschen, och de roller de porträtterat på film. Resultatet var att de vanligaste rollerna för kvinnor i fallande ordning var "milf" ("mother I'd like to fuck" – äldre än en ung kvinna), cheerleader, sjuksköterska, dotter, "coed" (klasskompis), flickvän, puma (attraktiv, sexintresserad, medelålders kvinna), syster, barnvakt, "sorority girl" (medlem i flickförening i skolan), skolflicka, lifterska och rymling. Enligt studien sexualiserar hälften av dessa roller tonårsflickor eller kvinnor som behöver hjälp, vilket antyder en ojämlik maktposition. Även andra studier antyder en rollfördelning som är påminner om manliga maktfantasier, men där äldre kvinnliga skådespelare/roller (se milf-kategorin) ofta ges en större makt över det sexuella skeendet.
Bland mäns rolltolkningar förekommer oftare pizzabud, rörmokare och trädgårdsarbetare; hantverkaren bjuds in av en kvinna med ett problem som behöver åtgärdas, och resultatet blir att han bjuds in till en sexuell situation. Det gemensamma är också att de båda är främlingar för varandra, vilket innebär en sexuell spänning inför det okända. Andra vanliga roller – där de överhuvud taget specificeras – är börsmäklare, chef, Hollywood-skådis, granne eller make till kvinnans väninna.

## Historia

### Bakgrund

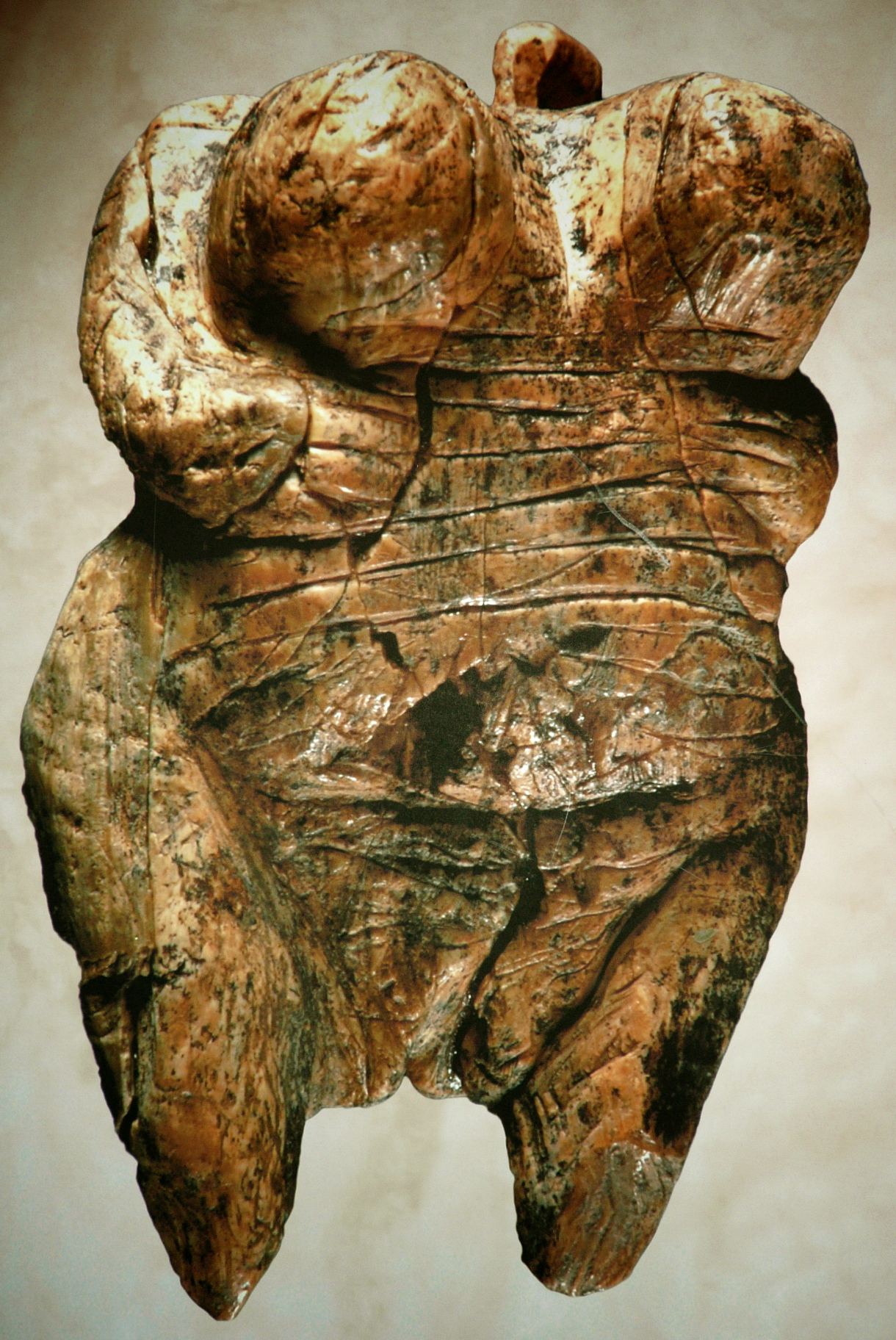
Figurinen Venus från Hohle Fels, med sina förstorade kroppsformer, är minst 35 000 år gammal.

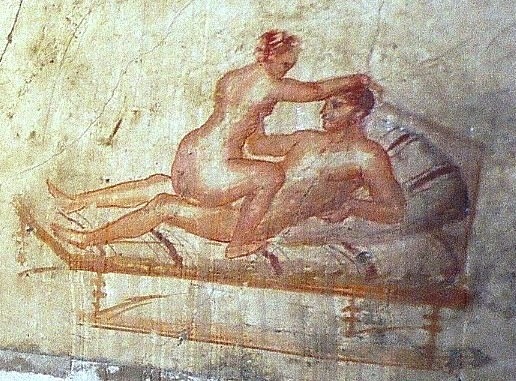
Antik väggmålning från Pompeji.

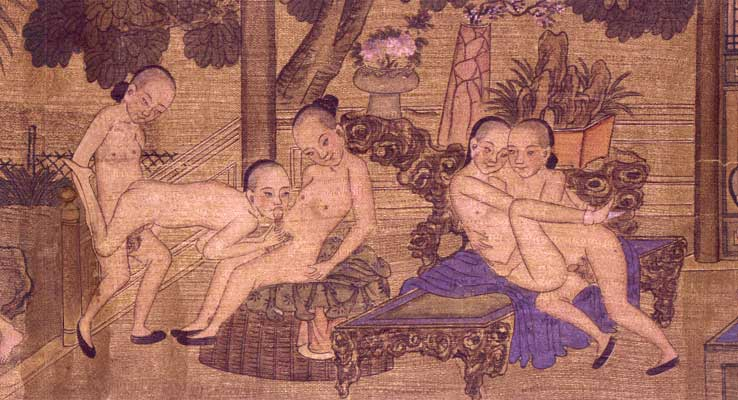
Kinesisk pornografi som avbildar unga män som har gruppsex, sent 1800-tal.

Sexuellt upphetsande bilder (erotica) har producerats i åtminstone 35 000 år, oavsett om de betraktats som pornografi eller inte.  
Det är osäkert när de första pornografiska texterna och bilderna uppstod, men det finns erotiska bilder redan bland grottmålningar. De äldsta möjligen erotiska statyetterna är 35 000 år gamla, även om en del kan tyda på att de istället är självporträtt. I romarriket författade skalder som Catullus erotiska skildringar, och i Pompeji har pornografiska väggmålningar återfunnits. Det är dock svårt att idag avgöra om verken blev undanskuffade eller hyllade. Den romerske skalden Ovidius verk Konsten att älska anses ha blivit en storsäljare, även om den senare kritiserades av den kristna världen. Antologin Kama Sutra, som sammanställdes på 300-talet e.Kr. i Indien, är ett annat exempel på ett tidigt erotiskt verk. 
Många folksagor hade erotiska inslag. Dessa censurerades ofta när sagorna senare sammanställdes av Bröderna Grimm (vilka dock i början själva kritiserades för berättelsernas sexuella och våldsamma innehåll) och andra. Folksagemotiv runt erotiska ämnen figurerar i vittnesmål kring de häxerirättegångar som hölls runtom i Europa från sen medeltid.

### Medeltiden och framåt
Efter att Johannes Gutenberg på 1400-talet lanserat boktryckeriet i Europa, ökade läskunnigheten och det litterära utbudet. Författaren Pietro Aretino – furstegisslaren – från början av 1500-talet kallas ibland för den förste europeiske pornografen.
Den första stora vågen av erotisk litteratur i Europa anlände under andra hälften av 1700-talet, med författare som John Cleland (vars Fanny Hill kom 1748), Rétif de la Bretonne, Markis de Sade och A R A Nerciat. Enligt Robert Darnton var det de la Bretonne som myntade termen pornographe i ett arbete från 1769, där han förordade ett statligt system för laglig prostitution. Under åren före den franska revolutionen salufördes pornografisk litteratur och illegala politiska pamfletter sida vid sida i olika bokhandlar. Och Jean-Jacques Rousseau författade glatt texter om hur han som ung pojke blev agad av en barnjungfru. Den bästsäljande franska boken under 1780-talet var Thérèse philosophe, som kombinerade radikal filosofi med explicit pornografi.
Den andra stora vågen inträffade i Tyskland och Frankrike kring sekelskiftet 1900, då en mängd litteratur publicerades. 
Under långa perioder i Europas historia har sexuella begär varit tabu, och därför har det utvecklats många sätt att diskutera saken så att censorerna inte skulle kunna ingripa. Man kunde använda metaforer (såsom i Shakespeares lättsammare pjäser) eller genom att smyga in det i texten (jämför exempelvis sexscenen i kyrkan, i Hemsöborna av August Strindberg).
En ny högkonjunktur för pornografi inleddes under 1960-talet, då den juridiska regleringen av pornografi förändrades och successivt släpptes fri i ett antal europeiska och västliga länder. Pornografiskt material kunde därefter börja cirkulera mer öppet.

### Bilden
På bildsidan, som ska tillfredsställa ett skoptofilt intresse, fanns tidigt erotiska teckningar av olika slag; senare kom kopparstick. Efter att fotografikonsten etablerats kom snart erotiska fotografier, varav åtskilliga bevarats. Korten mångfaldigades och spreds över bland annat Europa.
Eadweard Muybridge publicerade på 1880-talet Animal Locomotion, som är serier av fotografier av män, kvinnor och barn, mer eller mindre avklädda i olika rörelsemönster. Dessa bilder kom att inspirera den franske neuropatologen Jean-Martin Charcot att fotografera kvinnor som fick "hysteriska anfall", enligt den dåtida teorin omkring hysteri. Charcot bidrog till att popularisera diagnosen hysteri, vilken dock numera helt avförts som ovetenskaplig. Charcots verksamhet fick Muybridge att fotografera kvinnliga skådespelare som fick iscensätta dessa "hysteriska anfall". Bilderna fick stor spridning, och en del menar att dessa fotografiska serier kan ses som födelsen av den moderna pornografin.
Sexuella teman inom den bildkonsten är inte ovanligt, och detta finns i fotografier av Robert Mapplethorpe, eller målningar av Karl Backman, Dorothy Iannone och Félicien Rops. Skillnaderna mellan pornografi och konst kan ibland vara mycket liten och leder fortfarande till debatt.

### Böcker och tidningar

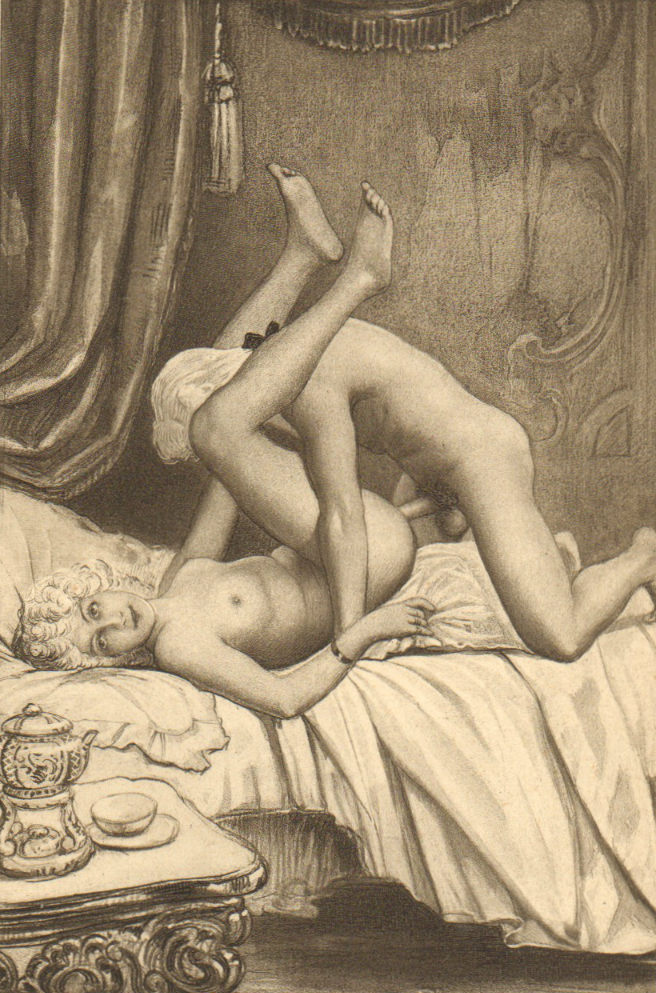
llustration från 1907 av Édouard-Henri Avril till John Clelands roman Fanny Hill.

Under 1830-talet expanderade tillgången på sexuell och erotisk litteratur i bland annat det växande London, med en stor mängd bokhandlar i och runt Holywell Street som sålde skrifter med illustrationer och texter av sexuell natur.
Pornografi i skriven form varierar i kvalitet, från enkla texter som bara har till syfte att ge läsaren en sexuell upphetsning till konstnärligt eller politiskt skrivna skildringar i litterärt seriösa verk. Det senare kan konsumeras hos Alasdair Gray, Georges Bataille, Anaïs Nin, Ovidius eller Elfriede Jelinek. Hos exempelvis Alasdair Gray (bland annat i 1984 års 1982, Janine) och Mara Lee återfinns en strävan att spela emot den mer traditionella porrens ofta oproblematiska objektifiering; skildringen kombinerar den erotiska upphetsningen med en ironisk eller kritisk spegellek med de vanliga porrformaten. Romance (även benämnd "tantsnusk" eller FLN-litteratur) är en vidareutveckling av kärleksromanen, med mer explicit beskrivna sexscener.

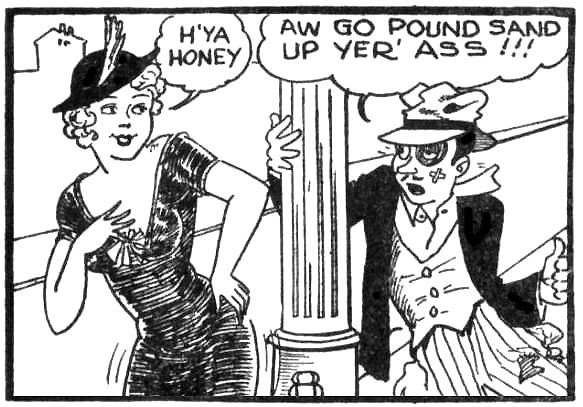
Bild ur "Tijuana-bibel" från 1930-talet.

Pornografiska tidningar har förekommit åtminstone sedan 1900-talets början, och på 1920-talet startade i USA traditionen med så kallade Tijuana Bibles (porr i serieform). Dagens form av porrtidningar började etableras årtiondena efter andra världskriget, när publikationer som de mjukpornografiska Playboy (1953) och Penthouse (1965) och senare den hårdpornografiska Hustler (1974) kunde grundas och spridas mer allmänt. Sverige och Danmark tillhörde länderna med betydande utgivning av porrtidningar, bland annat via Private (grundad av Berth Milton Sr., övertagen av sonen Berth Milton Jr.) respektive Color Climax. Den danska legaliseringen av textpornografi 1967 och bildpornografi 1969 skedde, enligt forskaren Bert Kutchinsky, som en direkt följd av en växande produktion tidigare under 1960-talet. Efter legaliseringen stannade delvis expansionen av, efter att mångas första nyfikenhet lagt sig.
Den första pornografiska tidningen riktad till en kvinnlig målgrupp kan ha varit den svenska Expedition 66. Denna kortlivade publikation – den kom endast i fyra nummer – startades 1966 av den feministiska debattören Nina Estin.

### Pornografisk film
När filmmediet etablerades runt förra sekelskiftet var erotiken och pornografin ett naturligt inslag; avbildningen blev tydligare när hela samlaget kunde visas. Mellan 1907 och 1919 producerades korta pornografiska stumfilmer i områden som USA, Frankrike, Österrike, Tyskland, Ryssland, Argentina och Nordafrika. Den första kända porrfilmen där en förhoppningsfull skådespelerska övertalas till samlag (en vanlig pornografisk trop i nutida porrfilm) producerades redan 1924. Den tidiga filmade pornografin var ofta olaglig och anonymt producerad, i en miljö där acceptansen var låg mot obscena skildringar.
I samband med 1960-talets sociala omvälvningar i den industrialiserade världen skedde en sexuell revolution, med lättnader i yttrandefrihet och frisläppandet av tidigare förbjuden kultur. 1967 slopades förbudet mot textpornografi i Danmark, två år senare även det mot pornografi i bild. Därefter följde motsvarande frisläppande i många västländer. 
Under 1970-talet kom de första mer framgångsrika porrfilmerna med Långt ner i halsen som främsta exempel. Under en tid på 1970-talet var pornografisk film en vanlig syn på allmänna biografer, och samtidigt startade många specialiserade porrbiografer. I USA har framgången med Långt ner i halsen även kopplats till etableringen av den organiserade östkustmaffian i Kalifornien.
Under 1960-talet kom Vilgot Sjömans film Jag är nyfiken – gul, med Lena Nyman i huvudrollen. Trots att filmen, liksom den andra filmen i serien Jag är nyfiken – blå, hade samhällskritiskt fokus, kom filmerna att bli ihågkomna för sexscenen mellan Lena Nyman och Börje Ahlstedt. Under denna period var den politiska vänstern pornografivänlig, medan den politiska högern höll emot. Genom att låta kultursfären anamma pornografin som verktyg tänkte sig den politiska vänster kunna kontrollera eller desarmera den kommersiella "fulporren". Under 1970-talet var det mesta tillåtet, den kommersiella pornografin flyttade fram gränserna och tanken om pornografin som en progressiv kraft avtog.

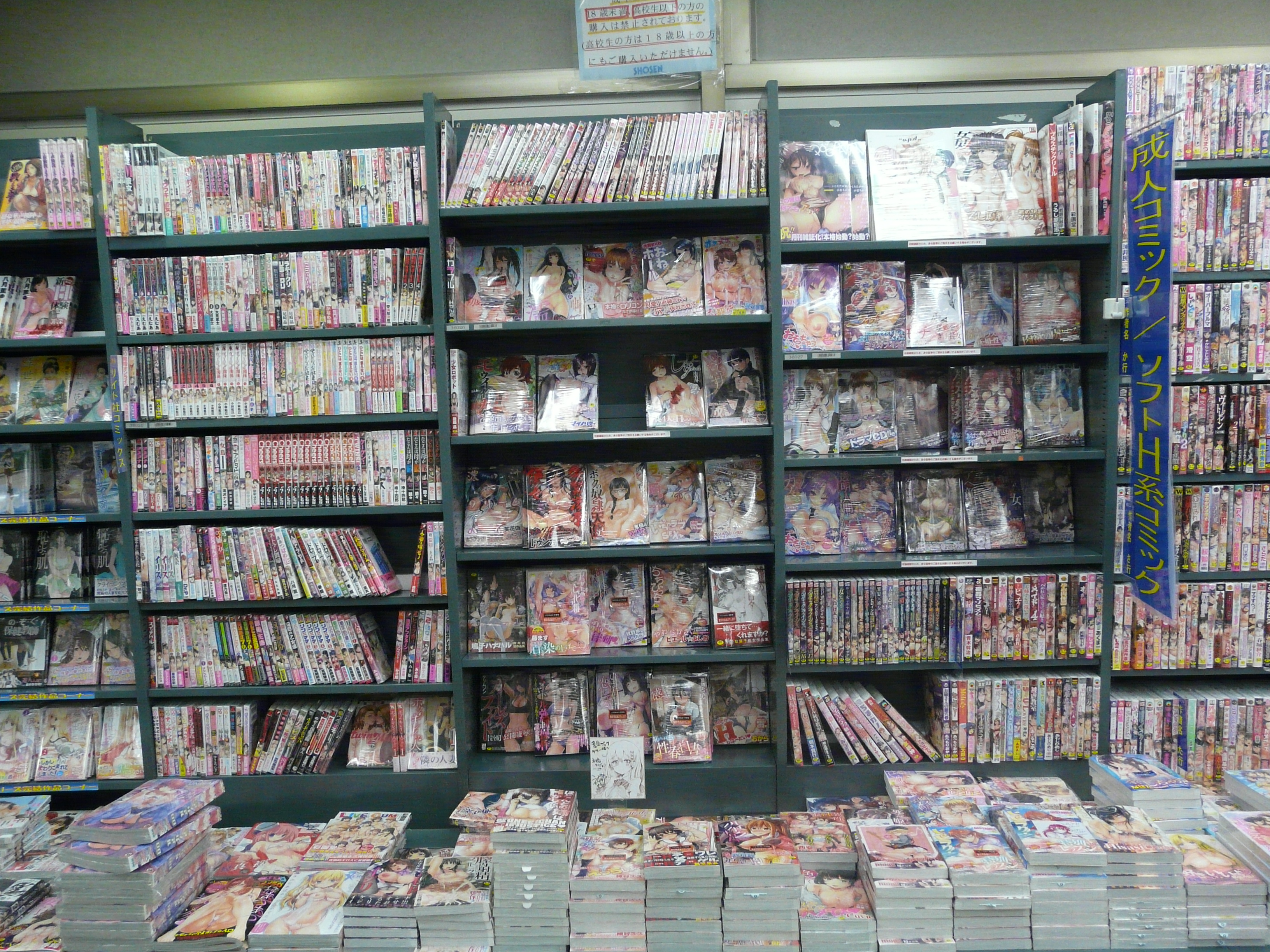
Butiksutbud av hentai i form av anime och manga.

Under 1980-talet utgjorde pornografisk film en stor del av den nya hyr- och köpvideomarknaden. Denna förde porren in i vardagsrummen, vilket gjorde den lättare att konsumera i avskildhet. Detta gynnade även den fortsatta spridningen av "grövre" pornografiska uttryck i filmerna, men flera forskare har bedömt att den pornografiska filmen fram till 1990-talets början på det stora hela blev mindre fokuserad på icke-samtyckt och rent sadistiskt sex. Detta var en period då kvinnor blev en allt större andel av konsumentledet. Samtidigt lånades pornografiska och ofta våldspräglade inslag in i olika breda underhållningsgenrer inom litteratur, film och TV, i verk som Twin Peaks, När lammen tystnar och American Psycho.
I allt fler TV-kanaler mot slutet av 1980-talet och under 1990-talet var pornografi en av de säljande ingredienserna. Det syntes i betal-TV-kanaler som TV1000 och via lättsamma och porrinspirerade underhållningsprogram i allmänna kanaler (exempelvis Tutti frutti i svenska TV3).

### Internet
Internet erbjöd under 1990-talet en ännu mer privat och flexibel miljö för att konsumera pornografi. Den nya arenan gav konsumenten en möjlighet att undvika det sociala stigma som ofta förknippas med porrkonsumtion, underlättat av de grundegenskaper för Internet som Stanford-akademikern Al Cooper 1997/1998 beskrev som "triple-A engine" (Accessability, Affordability, Anonymity). Porren fanns redan som en viktig ingrediens under 1980-talets tidiga internet, men webbens bildinnehåll och bredbandets möjligheter att distribuera och strömma film underlättade migrationen av pornografin över till det nya mediet. 1995 etablerades mer framgångsrika webbportaler som Amateur Hardcore och Sizzle.
Genom internets genomslag från slutet av 1990-talet har tillgången till pornografiskt material fortsatt att öka. Först och främst levereras filmer och bilder med pornografisk karaktär, men även saker av en mer interaktiv karaktär. Till det senare hör interaktiva, webbkamera-baserade konversationer med en nakenmodell, en ny kommunikationsmetod som bidragit till att sudda ut skillnaderna mellan pornografi, striptease och prostitution. Undersökningar visar även att prostituerade kvinnor, när de har sex med en kund, ofta filmas av denne, vilket innebär produktion av pornografi.
Med den successiva spridningen av internet till snart sagt alla hushåll, samt de flesta vuxna och tonåringar, i de flesta industrialiserade länder, har tillgången på pornografiskt material ökat. Det anses också ha gynnat utveckling av olika sexuella fetischer, en ofta starkt personlig del av en individs tankemönster som är väl anpassad till den privata sfär som internet möjliggör.
Styrelsen på "Internet Corporation for Assigned Names and Numbers" (ICANN) röstade i början av år 2007 om ifall de skulle rekommendera en frivillig märkning eller inte med XXX för pornografiska hemsidors domäner men de beslutade att förkasta idén. Beslutet att inte införa en sådan rekommendation (det är fortfarande möjligt för sådana sajter att köpa ett XXX-domän) fattades efter noggranna övervägningar, enligt ICANN.
Under 2010-talet har kommersiella videoplattformar som Pornhub och XVideos, med miljontals gratis videor, blivit den mest spridda källan till pornografiskt material – oavsett typen av material. Denna utveckling har skett samtidigt som smartmobiler i många länder blivit mer eller mindre nödvändiga verktyg för vuxna och tonåringar, på grund av den ökande betydelsen av sociala medier, betaltjänster och myndighetskontakter via internet. Via sin smartmobil kan en användare med endast några få klick få tillgång till ett nästan ofiltrerat utbud med miljontals videor och stillbilder.
Materialet vänder sig i första hand till heterosexuella män, men i många länder beräknas 20–30 procent av besökarna på dessa webbplatser vara kvinnor. Internetpornografi konsumeras även flitigt av många tonåringar, utifrån deras sexuella nyfikenhet. Den relativa normaliseringen och ökade konsumtionen antas ibland bidra till ett större utbud av allt mer "extremt" och våldsamt material. Detta kan i sin tur ha spätt på en tendens till minskad samlagsfrekvens och senare sexdebut i olika befolkningar.
Den stora konsumtionen av gratisporr antas också ha drivit på utvecklingen mot allt fler olika genrer. Ett skämt på internet är den så kallade "regel 34", "existerar det så finns det porr av det, inga undantag" som det förmodligen även ligger någon gnutta sanning i. Mainstreampornografin appellerar ofta tydligt till manliga maktfantasier (se våldspornografi). Under 2010-talet har även ett antal kvinnliga porrfilmsregissörer gjort sig namn i branschen, inklusive svensk-spanska Erika Lust och kanadensisk-amerikanska Bree Mills. Adult Time (cirka 100 000 betalande abonnenter) är ett av flera försök att i en era av gratis internetporr skapa betaltjänster för pornografi i stil med Netflix, och även med fokus på de växande kvinnliga och möjligen mer etiskt medvetna konsumentgrupperna. I kölvattnet på den fria tillgången till pornografi har konsumtionen samtidigt närmast normaliserats hos många yngre. Att porrskådespelare numera allt oftare verkar som influerare i sociala medier och som fristående entreprenörer (bland annat via Onlyfans och Manyvids) har sedan mitten av 2010-talet gjort att Generation Y blivit en allt mer betydelsefull kundgrupp för branschen.
Onlyfans och olika nystartade webbkameratjänster har gjort det möjligt för sexarbetare av olika slag att verka som egna entreprenörer, oberoende av agenter och produktionsbolag. Denna verksamhet försvåras dock av dominerande kortbolag som Visa och Mastercard, vilka etablerar krav på förhandsgranskning och komplicerade konflikthanteringsrutiner, i deras nollvision angående olagligt utnyttjande av barn och kvinnor inom sexindustrin.

### Nutida status
Den allt större spridningen under senare årtionden har – vid sidan av den radikalfeministiska agendan – bidragit till en sorts normalisering eller åtminstone tolerans av pornografin som genre. I den årliga Gallup-undersökningen kring amerikaners moralkompass har andelen som klassat pornografi som moraliskt acceptabel mellan 2011 och 2023 ökat från 30 till 39 procent. Begrepp som porno chic beskriver hur porrens bildspråk och sedeslöshet kommit att ses som del av den moderna västerländska kulturen, där den påverkat mode, musik och filmmanus i andra filmgenrer. Den svenske filmaren Lukas Moodyssons film Ett hål i mitt hjärta planerades som ett anti-film mot pornografin men utvecklades senare till att bli del av det den velat angripa, erkänt av regissören själv. Författare som Brian McNair går några steg längre, i sina påståenden att den alltmer sexualiserade kultur som pornografin bidragit till i själva verket gått hand i hand med ökad jämställdhet mellan könen och ökad möjlighet för sexuella minoriteter att få finnas till i sin egen identitet. Den varierade men sällan komplexa beskrivningen av den pornografiska branschen i dramafilmer sägs ibland vara tecken på att pornografi i sanning är en konstart, svår att få grepp om och med sina helt egna utmaningar.
Detta sker parallellt med en ofta uppflammande debatt kring pornografins excesser, för det mesta ojämlika rollfördelning, tveksamma eller oklara arbetsvillkor och risker i konsumentledet (beroende och rollen som sexualupplysare.) Generation Z har vuxit upp med internet och dess lättillgängliga pornografi, helt olikt föräldragenerationen som upplevde sin egen utforskande ungdomsperiod i ett helt annorlunda medielandskap. Moralpanik, ökad forskning, normaliseringen av BDSM och ofta senfärdiga utbildningsreformer har försökt hålla jämna steg med den enligt kritiker hänsynslösa pornografiska industrin. Denna verkar i en landsöverskridande miljö där det mesta numera konsumeras gratis.

## Ekonomi och produktion
| Vänster: Jenna Jameson, 1995. Höger: Riley Reid, 2019. |  | Vänster: Jenna Jameson, 1995. Höger: Riley Reid, 2019. |
| Vänster: Jenna Jameson, 1995. Höger: Riley Reid, 2019. |  |                                                        |

Den pornografiska industrin sägs ibland vara en av de branscher som omsätter mest pengar. Det är svårt att få en definitiv översikt, eftersom branschen är utspridd på många länder (inklusive i länder där pornografi är olagligt), och ibland syns siffror som antingen kan presenteras som skryt eller hot mot den offentliga kulturen. Tidningen Forbes har uppskattat den globala omsättningen till motsvarande 52 miljarder dollar. Det är svårt att avgöra var gränsen för branschen går, och ibland inräknas också striptease, porrklubbar och prostitution. Som en jämförelse beräknades den totala avvänjningsbranschen – där terapi för den som vill ha hjälp med att sluta konsumera pornografi ingår som en del – 2014 omsluta cirka 35 miljarder US-dollar. De som hävdar att pornografer endast är motiverade av pengabehovet har dock, enligt den undersökande journalisten Mattias Andersson, orealistiska färväntningar kring pornografins höga lönsamhet. Talet omkring pornografin som en kapitalistisk produkt förs ofta från rörelsen mot pornografi, där branschens hävdade storlek ofta tas som intäkt för den negativa påverkan pornografin ska ha på samhället.
Efter andra världskriget kommersialiserades produktionen av pornografi. I likhet med ekonomin i stort, internationialiserades produktionen och distributionen, parallellt med en ägarkoncentration. Genom den tekniska utvecklingen blev produktionen billigare och innehållet mer mångskiftande, med allt fler olika genrer.
Under 2010-talet har den stora tillgängligheten på gratisporr på internet slagit undan marknaden för en stor del av den pornografiska filmbranschen, vilket lett till kraftigt minskad omsättning.
Samtidigt har den tekniska utvecklingen möjliggjort en växande marknad för webbkamerasex, där kunden betalar för personliga videomöten med en mer eller mindre naken människa. En stor del av denna verksamhet sägs dock vara icke-explicit och mer ett sätt att via pengar erhålla sociala kontakter och samtal.
Produktion av pornografisk film och pornografiska stillbilder går ofta hand i hand, där en scen både kan registreras av en filmfotograf och en stillbildsfotograf.

### Kvinnor och män
Pornografisk film görs mest för en manlig heterosexuell publik, en faktor som driver på omsättningen bland kvinnliga skådespelare ("nyhetens behag") och minskar densamma bland manliga skådespelare (en manlig aktör som alltid kan få stånd på kommando är eftertraktad). Inom USA:s porrindustri sägs ibland att en kvinnlig porrkarriär i snitt är mindre än sex månader lång, och att 10–30 procent av dessa lämnar branschen efter endast en inspelning. Uppskattningar anger en snittlängd på en manlig porrskådespelares karriär till cirka fem år. Bland de 100 flitigaste porrskådespelarna fram till 2013 var 96 män.
Eftersom den största andelen konsumenter är heterosexuella män, tenderar pornografi att fokusera på manliga fantasier. Detta leder, enligt lagen om tillgång och efterfrågan, till att kvinnor inom pornografisk filmproduktion har betydligt högre lön än män. Manliga skådespelare kan ligga närmare sina egna sexuella fantasier än kvinnorna, för vilka produktionen då mer uttalat blir ett arbete med fler risker. Det visuella fokuset ligger i regel på kvinnan som ett sexuellt objekt för den manliga blicken, medan männens roller som sexuella statister och identifieringsobjekt för en manlig betraktare då blir mer uttalad. Ju mer uttalad den ojämlika rollfördelningen blir och ju tydligare objektifieringen av kvinnan/mottagaren av den sexuella handlingen är, desto mer liknar pornografi filmad prostitution. En stor andel av de kvinnliga porrskådespelarna har erfarenheter av prostitution, striptease, erotisk posering eller andra typer av sexarbete, och den stora mängden gratis internetpornografi har lett till en del porrskådespelares ekonomiska behov av en extra försörjningsmöjlighet.
På senare år har antalet kvinnor ökat både i konsumentledet och bakom kameran. Ett antal kvinnliga regissörer tillverkar numera pornografisk film, och ofta med fokus på berättande, kvinnlig njutning och trygga arbetsvillkor. Denna utveckling pågår parallellt med den fortsatt stora produktionen av våldspornografi eller annan porr med tydligt fokus på manliga dominansfantasier. Regissörer som Holly Randall, Erika Lust och Bree Mills har utmanat stereotyper om kvinnlig sexualitet, genom att vidareutveckla genrer och lyfta fram betydelsen av faktiska kvinnliga fantasier.

### Kanada och USA

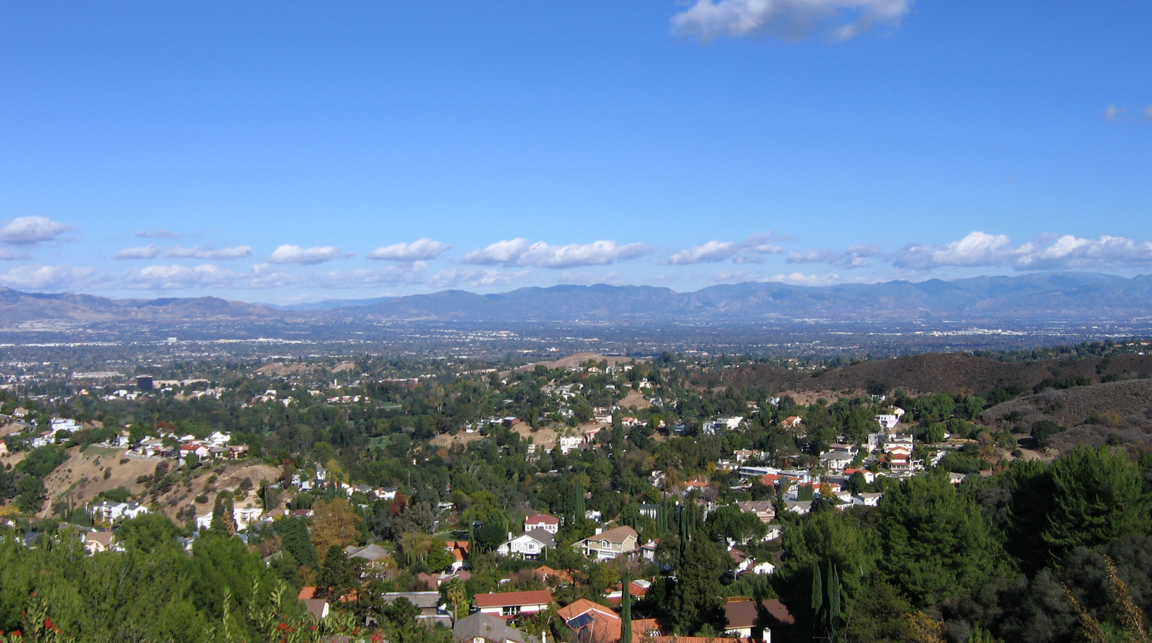
San Fernando Valley, porrfilmsbranschens motsvarighet till Hollywood.

Den största marknaden för pornografi är den i USA, med sina över 300 miljoner invånare och allmänt utbyggda tillgång till Internet. Historiskt har de pornografiska tidningarna Playboy, Penthouse och Hustler varit viktiga för utvecklingen av branschen.
Landet anses även vara den största producenten av pornografisk film i världen, till stor del baserat på produktionscentra i södra Kalifornien (se San Fernando Valley), Nevada (främst Las Vegas) och Florida (centrerat kring Miami och andra delar av södra Florida). De största produktionsbolagen har historiskt sett varit kopplade till Los Angeles-området, men en omdiskuterad lag som klubbades 2012 i Los Angeles ledde till att ett antal bolag flyttat stora delar av sin verksamhet till Nevada.
En stor del av produktionen av  "amatörpornografi" – egentligen produktioner med unga och oetablerade kvinnliga skådespelare – utgår från Florida.
Bland de större produktionsbolagen finns Bang Bros, Brazzers, Evil Angel, Vivid och Vixen. Många av bolagen har på senare år sålts till Mindgeek eller WGCZ, de två IT-bolag (baserade i Kanada respektive Tjeckien) som via välbesökta videogemenskaper som Pornhub och XVideos alltmer tagit över den globala konsumtionen av pornografisk film.
Flera större branschmässor arrangeras årligen i USA. XBiz- och AVN-prisgalorna är branschens försök att skapa en porrfilmens motsvarighet till den allmänna amerikanska filmbranschens oscarsgala.

### Övriga världen
Produktion av pornografi sker även i många andra länder. Japan är en stor producent av tecknad porr (hentai) i form av manga och anime. Sverige och Danmark har en historia av porrtidningsutgivning åtminstone tillbaka till 1960-talet. Tyskland, Frankrike, Spanien och Italien (där legaliteten dock ibland är omstridd) har stor produktion av pornografi, liksom även Brasilien och Mexiko (där problemet med produktion av barnpornografi beräknas vara stort).
WGCZ (baserade i Tjeckien, äger XVideos och Xnxx) och Gamma Entertainment (baserat i Kanada, driver Adult Time) är IT-bolag med stora ägarintressen i branschen. I internetåldern har därför ett antal teknikföretag tagit över stora delar av den internationella porrbranschen, vilket kan jämföras med bland andra Facebooks och Googles maktpositioner inom informationsindustrin i stort. Anonyma ägarintressen i porrfilmsbranschen är dock inget nytt, säger de som ser tillbaka på hur produktion och distribution av porrfilmer under guldåren på 1970- och 1980-talet ofta kontrollerades av organiserad brottslighet.

### Kända personligheter (urval)
Nedan listas ett antal mer kända eller viktiga personligheter i porrbranschen, företrädesvis från USA.
- Hugh Hefner (grundare 1953 av Playboy), Berth Milton Sr. (grundare 1965 av Private) och Larry Flynt (grundare 1974 av Hustler) – tre inflytelserika tidningsgrundare från varsitt årtionde.

#### 1970-talet
- Harry Reems och John Holmes – två av de viktigaste manliga porrskådespelarna under 1970-talet.
- Linda Lovelace (Långt ner i halsen) och Georgina Spelvin (Djävulen i Miss Jones) – två huvudrollsinnehavare i de två kanske viktigaste filmerna under porrens gyllene era (1969–1984).
- Annie Sprinkle och Cicciolina (Ilona Staller), skådespelare på 1970- och 1980-talet, den förra därefter författare, sexpositiv konstnär och sexolog, den senare tidvis aktiv som politiker.
- Ole Søltoft, den danska gladporrfilmens största namn.

#### 1980-talet
| Ron Jeremy, manlig veteran, och Nina Hartley, numera sexpositiv aktivist. |  | Ron Jeremy, manlig veteran, och Nina Hartley, numera sexpositiv aktivist. |
| Ron Jeremy, manlig veteran, och Nina Hartley, numera sexpositiv aktivist. |  |                                                                           |

- Ron Jeremy, verksam i porrbranschen sedan slutet av 1970-talet. Även aktiv inom andra medier och som föredragshållare.

- Peter North, verksam i porrindustrin sedan 1980-talet och känd för sina stora utlösningar[176] ("The Cumshot Legend").

- Traci Lords, med en kort karriär på 1980-talet som porrmodell och -skådespelare, mestadels som minderårig.[177] Senare aktiv inom TV, film och som musiker.
- John "Buttman" Stagliano, som introducerade gonzopornografin[178] via sitt bolag Evil Angel i slutet av 1980-talet.
- Nina Hartley, en av de stora amerikanska porrstjärnorna under 1980- och 1990-talet, senare författare och sexpositiv feminist.[179]

#### 1990-talet
| Rocco Siffredi och Erika Lust, pionjärer i olika delar av branschen. |  | Rocco Siffredi och Erika Lust, pionjärer i olika delar av branschen. |
| Rocco Siffredi och Erika Lust, pionjärer i olika delar av branschen. |  |                                                                      |

- Jenna Jameson, en av 1990-talets stora namn och ibland känd som "The Queen of Porn".[180] Filmade fram till 2007 och drev därefter sitt företag ClubJenna.
- Max Hardcore, genrebrytande namn inom 1990-talets våldspornografi och initiativtagare till flera sexuella fetischer. 2008–2011 i fängelse efter en dom mot att ha distribuerat obscent material över delstatsgränser.
- Rocco Siffredi, italiensk skådespelare och producent med ett både elegant och grovt[181] filmspråk.
- Sean Michaels, den kanske mest kände mörkhyade manlige porrskådespelaren, uppmärksammad utanför branschen i samband med Black Lives Matter-rörelsen.[182]

#### 2000-talet
- Mark Spiegler, mest känd som agent och entreprenör och vars bolag Spiegler Girls (grundat 2003) blivit den amerikanska porrfilmsindustrins mest kända agentur.[183]
- Erika Lust, svenskspansk regissör som i Barcelona producerat feministisk pornografi sedan 2005.[117]
- Fabian Thylmann, entreprenör och grundare av Manwin (senare Mindgeek), bolaget som driver den mycket välbesökta Pornhub.[184]

#### 2010-talet
- Riley Reid, som under 2010-talet blivit mångmiljonär via en framtoning som "America's sweetheart".
- Bree Mills, sedan mitten av 10-talet pionjär inom minst tre porrgenrer och en viktig producent, regissör och entreprenör.[118]
- James Deen, omdiskuterad skådespelare och producent inom grövre mainstreamporr.
- Angela White, mångfaldigt prisbelönt australisk skådespelare och manusförfattare.

## Juridisk reglering

Pornografins laglighet per land
----
Tillåten (få undantag)
Delvis tillåten
Förbjuden
Uppgift saknas

Pornografi omges ofta av restriktioner, och den kan skildra aktiviteter som är olagliga i ett visst land. Detta inkluderar djurporr (skildring av tidelag), barnporr och olaga våldsskildring (presentation av faktiskt våld utan föregående samtycke). I många länder är bland annat skildringar av homosexualitet olagliga, och fram till 1992 var skildringar av könshår olagligt i Japan. Inom radikalfeminismen betraktas pornografi som både bevis på och inspiration till övergrepp, medan andra ser pornografins många olika uttryck även som möjligheter till studier och upptäckter.

### Barnpornografi
Barnpornografi är all pornografi som innehåller minderåriga. Den är förbjuden i de flesta länder, så även i hela EU. I Sverige och Finland kan barnpornografiskt innehåll sedan 1995 beslagtas av polisen. I Sverige är all hantering straffbar, med upp till två år i fängelse. Den alternativa beteckningen sexuella övergrepp mot barn används bland annat av barnskyddsorganisationen Ecpat, som menar att begreppet pornografi förutsätter vuxna deltagare som genom att vara myndiga kan samtycka till handlingarna.
Innehav av mangateckningar med ett barnpornografiskt innehåll men icke verklighetstrogna bilder har, med hänvisning till yttrandefriheten och informationsfriheten i regeringsformen, bedömts inte vara straffbart. Det fastställde Högsta domstolen den 15 juni 2012, som slutpunkt i "Mangamålet".

### Djurpornografi
Människors sexuella umgänge med djur var olagligt i Sverige fram till 1944, och det är det åter sedan 2014. Pornografi som visar sex med djur är lagligt i Sverige eftersom lagändringen 2014 endast kriminaliserade handlingen att förgripa sig på djur utan att kriminalisera betraktandet av detsamma, varför den förbjudna handlingen lades under Djurskyddslag (2018:1192). Den nämner ingenting om pornografi, ligger under "Förbud mot sexuella handlingar med djur" och paragrafen är endast en mening lång följt av undantagna handlingar som inte är straffbelagda exempelvis handlingar som utförs på grund av medicinska anledningar: 
"10 §   Det är förbjudet att genomföra sexuella handlingar med djur."
Materialet får betraktas som en liten nisch eftersom innehållet inte finns på mer populära porrsidor, exempelvis Pornhub utan istället på specialiserade sajter eller rentav i fysiska videobutiker. Skulle någon visa sådant material för någon annan som inte vill se kan en sådan person fortfarande dömas för olaga våldsskildring, varför det kan vara riskabelt att exempelvis göra offentlig reklam för innehållet.

### Gay och lesbisk pornografi
I många länder finns lagar som förbjuder homosexuella yttringar. Detta inkluderar det mesta av Afrika och Asien, där ofta även all pornografi är förklarad som olaglig. Anno 2021 låg nästan hälften av de 69 länder som förbjuder homosexuella yttringar i Afrika.

### Våldspornografi

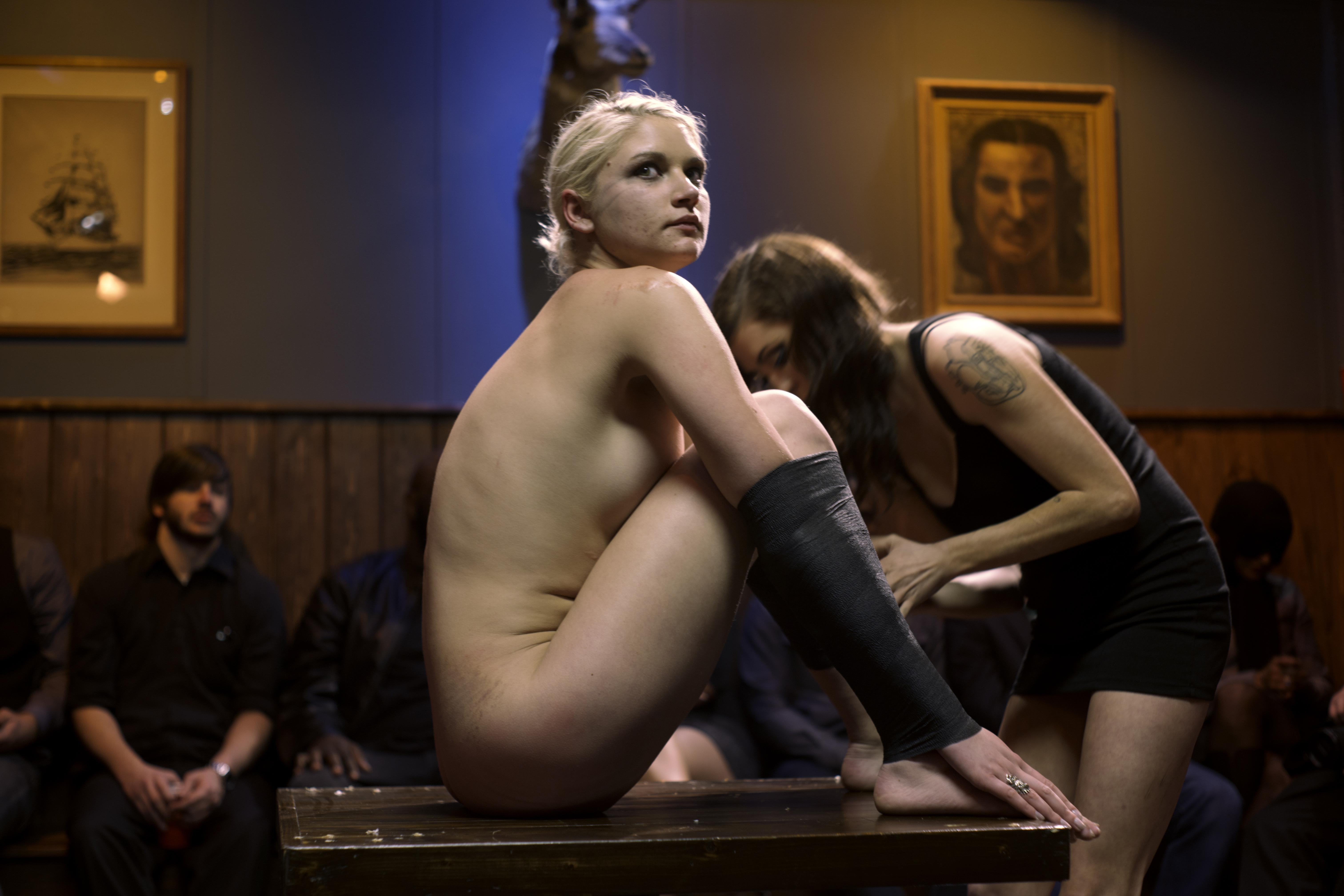
Bild från inspelning av BDSM-relaterad våldspornografi, där våld, tvång eller begränsning av någons rörlighet är del av dramaturgin.

Våld och tvång i pornografi är ofta reglerat i lag. I många länder är pornografiskt bildmaterial med inslag av bondage eller sadomasochism lagligt, om aktörerna är vuxna samt deltagit frivilligt. I Sverige är dock skildring, det vill säga visning för annan och spridning av sexuellt våld att betrakta som olaga våldsskildning. Den svenska våldspornografilagen används dock sällan eller aldrig mot våldspornografi, vilken på 2020-talet i stort sett endast sprids via internet och oftast produceras i andra länder. Lagen kan också jämföras med att BDSM (där samtyckt våld och spelat tvång är vanligt förekommande) som sexuell praktik 2009 raderades ur Socialstyrelsens svenska ICD-klassning av sjukdomsdiagnoser.
I Storbritannien är (anno 2023) ägandet av bilder och filmer med våldtäkt och sexuell tortyr straffbart. Däremot är det fullt lagligt att bevittna sådant material på internet, så länge ingenting laddas ned permanent.

## Konsumtion och påverkan
Pornografin relaterar till sexuella fantasier, och utforskandet av ens egna fantasier är en orsak till konsumtionen av pornografi. Pornografin kan ge information om sexuella praktiker som man kan vilja testas i verkligheten, men även sådant man inte själv skulle vilja uppleva (endast som en tankelek) eller testat men inte gillat. Materialet stimulerar ofta till onani. Konsumtionen kan dock leda till skamkänslor, när den orgastiska upphetsningen klingat av och materialets stötande och "omoraliska" karaktär framstår tydligare.
Konsumtion av pornografi antas ofta ge negativa effekter hos konsumenten. Forskningsresultat visar att personer som begår sexuella övergrepp ofta även har hög konsumtion av porr, vilket stödjer tesen om att pornografi som kulturell yttring kan påverka ens beteende. Andra undersökningar antyder att kvinnor och icke-porrkonsumenter ser pornografin som en större påverkansfaktor på deras egna sexuella beteende än män och porrkonsumenter. Ofta ses mäns eller andras konsumtion av pornografi ge problem för inte minst heterosexuella relationer, men ibland ses bristen på kommunikation mellan de två i relationen vara ett mycket större problem. En del undersökningar antyder att hög konsumtion och konsumtion av grövre material kan leda till bristande sexuell förmåga, medan kvinnors sexualitet kan gynnas av (mindre frekvent förekommande) konsumtion av pornografi.
Mångas upplevda beroende av pornografi kan kopplas samman med religiös eller konservativ uppfostran. 2019 rapporterades att konservativa kristna i USA konsumerade pornografi hälften så mycket som befolkningen i stort men att de hade en fördubblad rapportering av personligt pornografiberoende. Enligt Samuel L. Perrys bok Addicted to Lust (2019) var denna tendens än tydligare för konservativa protestanter.
En undersökning publicerad 2016 i The Journal of Sexual Medicine identifierade tre tydligt olika typer av konsumenter av internetpornografi. 3/4 av de 830 deltagarna i studien rapporterades syssla med rekreationsbaserad konsumtion, med en låg men regelbunden nivå av konsumtion som inte påverkade deras sexuella nöjdhet i övrigt. 1/8 hade en låg konsumtion men påverkades negativt, i likhet med den resterande åttondelen som bestod av "högkonsumenter".
Pornografi kopplas ofta till fenomenet superstimulus, eftersom den uppfyller definitionen av "stimulus som väcker ett starkare svar än det stimulus som svaret utvecklats för". I samband med parrelationer kan regelbunden konsumtion av pornografi, med eller utan onani, därför komplicera det sexuella samlivet.

### Statistik

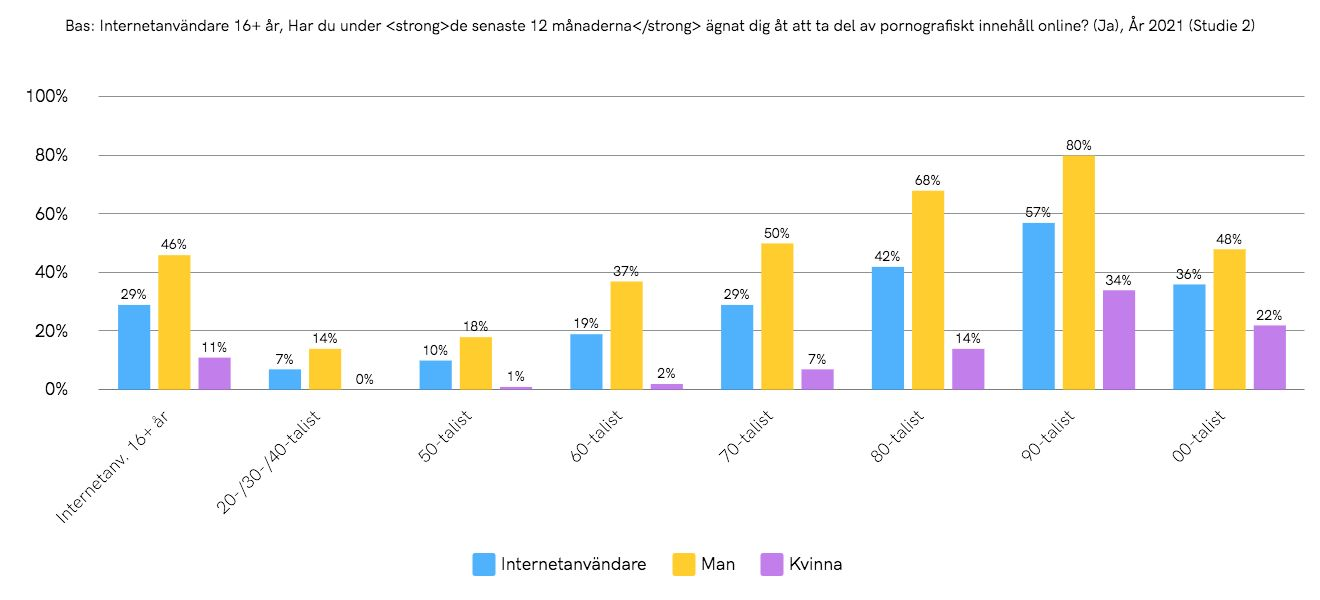
Andelen svenska internetanvändare som under 2021 konsumerat internetpornografi, uppdelat på kön och ålder. Siffror från Svenskarna och internet.

2011 beräknades cirka 30 procent av konsumenterna på mer populära pornografiska webbplatser vara kvinnor. Samtidigt uppgavs endast 2 procent av kunderna på betalsajter för pornografi vara kvinnor, och denna låga efterfrågeandel sägs vara en delförklaring till varför mainstreampornografi fortfarande i så överväldigande utsträckning riktar sig till män. Under 2010-talet fanns dock tecken på en ökande andel kvinnliga kunder i vissa delar av sexbranschen, enligt vissa underlättad av den stora uppmärksamheten kring filmer som Fifty Shades of Grey. Totalt betalade 2022 endast 7 procent av svenska internetsurfare för pornografiskt innehåll.
2007 beräknades var femte vuxen svensk – oftare män än kvinnor – ägna sig åt porrsurfande. Under 2010-talet har smartmobiler bidragit till ökad konsumtion, och undersökningar i bland annat Australien och Sverige har antytt att cirka 70 procent av männen och 30 procent av kvinnorna i högre eller lägre grad är porrkonsumenter. En undersökning av svenskarnas internetvanor från 2022 visade att 29 procent av de svenska internetanvändarna hade ägnat sig åt att titta på pornografi online under det senaste året. Intresset varierar med åldern. Bland de födda på 1990-talet tittade 57 procent på porr online (80 procent av männen, 34 procent av kvinnorna) år 2021, medan endast 7 procent av de äldsta internetanvändarna födda på 1920-, 1930- och 1940-talet (14 procent av männen, 0 procent av kvinnorna) hade konsumerat pornografiskt innehåll online under det senaste året.
En svensk undersökning 2022 visade skillnader i inställningen till pornografi, mellan generationer och mellan män och kvinnor. Totalt sett bland internetanvändarna 18 år eller äldre var 40 procent av männen positiva och endast 16 procent negativa, men antalet negativa var betydligt högre bland kvinnorna. De positiva var 00-talisterna, medan personer födda på 1920-, 1930- och 1940-talet var mest negativa.

### Män och kvinnor
Konsumtion av pornografi är betydligt vanligare bland män. I Sverige bedömdes 2022 cirka 30 procent av personer över 16 år ha konsumerat specifikt internetpornografi senaste året, och bland dessa var konsumtionsskillnaden mellan män och kvinnor betydligt mindre i de yngre generationerna.
Män anses ofta ha en mer identitetsskapande relation till sin penis än kvinnor till sin slida, och pojkar upptäcker ofta nöjet med onani tidigare än flickor. Där män konsumerar pornografi, har kvinnor en större tendens att använda sexleksaker för att öka den sexuella upphetsningen. Män har också en tendens att konsumera pornografi även vid stabila parrelationer, vilket utan god kommunikation omkring individernas sexuella sfärer kan leda till konfliktsituationer. Nyare forskning har dock visat att visuella stimuli i lika hög grad leder till sexuell upphetsning hos kvinnor som hos män. Även den etablerade tanken att kvinnor inte uppskattar pornografins gränsöverskridande och objektifierande karaktär har på senare år tillbakavisats i minst fyra olika forskningsstudier.
Mellan en fjärdedel och en tredjedel av porrkonsumenterna sägs enligt olika undersökningar vara kvinnor. Tillgänglig statistik säger att heterosexuella kvinnor i högre grad än män grad konsumerar lesbisk eller gaypornografi. Bland orsaker finns den minskade risken för spontant våld eller fysisk dominans från en man mot en kvinna, att lesbisk pornografi är mer inriktad mot kvinnlig njutning och att bögporr innehåller fler nakna män att se på. Olika undersökningar antyder att andelen konsumenter av aggressions- och våldspräglad pornografi kan vara högre hos kvinnor än hos män, trots att materialet oftast visar upp manlig dominans och manligt våld. Den ökande andelen kvinnliga konsumenter har i liten utsträckning förändrat den grundläggande inriktningen hos den heterosexuella "mainstreampornografin", som fortfarande oftast fokuserar på en manlig konsument och den manliga blicken. Däremot har ett antal Internettjänster kring ljudbaserad pornografi lanserats med kvinnor som uttalad målgrupp.

### Konsumtion hos ungdomar och barn

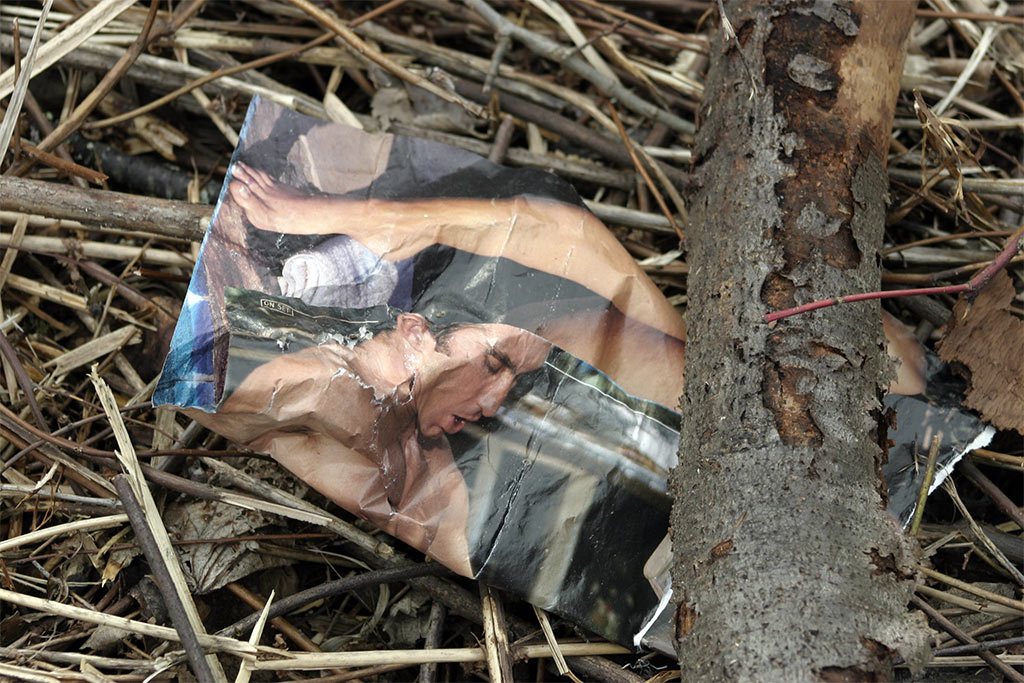
"Skogsporr", fynd av slängd pornografi i naturen, var del av flera generationer barns och ungdomars uppväxt i slutet av 1900-talet.

Sexualitet ses av många som något för vuxna, eftersom endast vuxna förutsätts ha ett moget förhållningssätt till sin egen sexualitet, dess möjligheter och risker. Ungas utforskande av sexualiteten kan dock börja tidigt (möjligen redan från 32:a veckan i livmodern), och många barn har  redan från tidig ålder erfarenheter av att "leka doktor" och liknande sexuella utforskningar av varandras kroppar. Det första utforskandet av pornografi – tidigare ofta i form av "skogsporr" – är kopplat till ett intresse av att se hur folk ser ut nakna, och vad sex är för något. I familjer och kulturer där sex är ett känsligt ämne och sexualundervisning i skolan i bästa fall blir ett litet nischämne först i högstadiet, lämnas fältet ofta fritt för pornografin att tillfredsställa barns nyfikenhet att se nakna kroppar och sexuella situationer.
Barn före tonåren berörs ofta negativt av att oväntat bli exponerade för pornografiskt material, medan pornografi under tonåren kan vara en viktig del i upptäckandet av den unga individens egen sexuella läggning. Både pojkar och flickor börjar ofta aktivt leta upp pornografi runt 12/13-årsåldern.
En undersökning i USA (publicerad 2021) angav att 67 procent av unga män (13–24 år) konsumerade pornografi, liksom 57 procent av alla unga vuxna (18–24 år) och 37 procent av alla minderåriga tonåringar (13–17 år). 33 procent av unga kvinnor/tonårsflickor (13–24 år) konsumerade pornografi minst en gång i månaden. En brittisk undersökning från 2020 antydde att pornografi ofta är en normaliserad del av nutidskulturen hos äldre tonåringar, som via sextning och i sociala medier ofta tar del av mer eller mindre naket material. Konsumtionen paras ofta, inte minst bland flickor, med en kritisk blick på innehållet.
Den höga tillgängligheten paras ibland med en osäkerhet hos ungdomar, huruvida konsumtion av pornografi skulle vara förbjuden för minderåriga. Pornografisk film visar kroppar och sexuella aktiviteter, men den fungerar genom sitt fiktiva innehåll sällan bra som instruktionsfilm. Detta liknar rekommendationer omkring konsumtion av underhållningsvåld eller skräckfilm.

### Sexualupplysning och påverkan
Undersökningar i USA nämner pornografi som den främsta källan till att hämta sexuell information från hos många unga vuxna – av båda könen. Detta gäller i kanske än högre grad i länder utan tillgång till sexualupplysning men med utbredd tillgång till Internet.
Pornografins påverkan på mänskligt beteende är omdebatterad. Sexuella praktiker som kan ha populariserats via herrtidningar, porrtidningar och pornografisk film inkluderar analsex, intresset för BDSM och intimrakning. I Japan är förekomsten (inte avsaknaden) av könshår sexualiserat, vilket kan ha koppling till det faktum att skildringar av könshår var förbjudet i landet fram till 1992. Via Internet har tillgången till bland annat våldsam eller könsojämlik pornografi ökat kraftigt, men kopplingen till verkligt våld har varit svåra att finna belägg för.

## Debatt och forskning

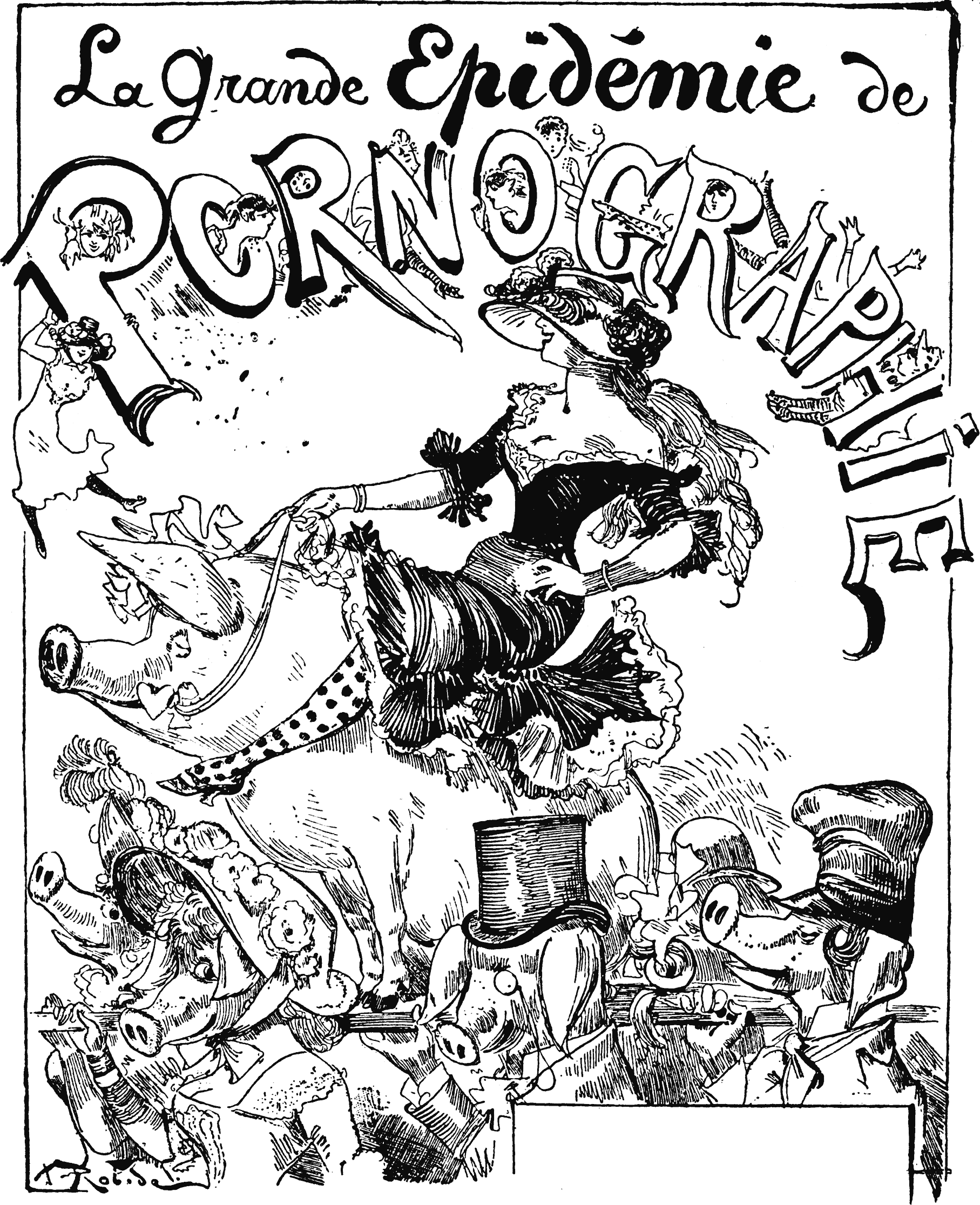
Fransk karikatyr av "den stora porrepidemin", sent 1800-tal.

Pornografi är ett för de flesta känsligt och privat ämne, som väcker starka känslor. Debatten omkring pornografi förs ofta av människor som argumenterar förbi varandra. Från den ena sidan hävdas att porren är del av det fria samhällets uttryck, där samtyckande vuxna både kan producera och konsumera – oavsett materialets ofta stötande natur. "Sexpositiva feminister", queerfeminister och skribenter som Camille Paglia och Petra Östergren har engagerat sig för den här sidan av debatten, där de även hävdar att porr kan vara en viktig del av den kvinnliga frigörelsen.

### Kritiker
Mot ovanstående porrpositiva grundåsikt brukar andra/vissa feminister, värdekonservativa och religiösa grupperingar förespråka olika inskränkningar, antingen utifrån problem i produktionsledet, pornografins obscena karaktär eller riskerna för konsumenterna. En grundtes i kritiken mot porren är att den alltför ofta förnedrar kvinnor, utifrån hur den lättast tillgängliga pornografin ("mainstreamporr", en variant av kommersiell heterosexuell hårdporr) ser ut. De mest synliga antiporraktivisterna identifierar sig ofta som radikalfeminister.
Under en stor del av 1900-talet var kritiken mot pornografi betingad av religiösa och moralkonservativa ståndpunkter, medan den politiska vänstern åtminstone fram till början av 1970-talet snarare var positiv. Feministisk kritik av pornografi har funnits i västvärlden sedan 1970-talet. Den radikalfeministiska grundtesen omkring pornografi och den rådande manlighetens problematiska natur har bidragit till samarbetsproblem inom rörelsen och en senare uppsplittring i olika feministiska rörelsegrenar. Organiseringen av de svenska kvinnojourerna sedan 1990-talet har präglats av den här motsättningen, där Roks tydligt pekar ut det kvinnofientliga patriarkatet och Unizon ibland har en mer nyanserad hållning. Radikalfeminismens åsikter om pornografi har dock en stark ställning i Sverige.
Inomfeministiska kritiker av radikalfeminism pekar ibland på dess övertygelse att pornografi skulle konsumeras på ett radikalt annorlunda sätt än annan underhållning. Radikalfeminister förutsätter därmed att kvinnor identifierar sig med kvinnor i berättelserna och män med män, det vill säga en könad identifikation av rollgestaltningarna. En sådan syn skulle enligt vissa exempelvis försvåra eller omöjliggöra för män att kunna identifiera sig med kvinnliga äventyrshjältar och kvinnor med manliga diton. Dessutom finns all icke-könad eller ickebinär kultur, inom och utom pornografin. Traditionellt har dock hjältar inom den allmänna litteraturen haft en mestadels könsbundet manlig hjälteidentitet. I en forskningsrapport publicerad 1989 var den största skillnaden i identifikation inte mellan kvinnliga eller manliga hjältar utan mellan manligt eller kvinnligt identifierade läsare; de kvinnligt identifierade läsarna hade en starkare identifikation med rollfigurerna oavsett kön.

### Upplysning och acceptans
På senare år har ett antal satsningar gjorts på samtal omkring sexualitet och relationer i massmedier. I Sveriges Radio producerades 2010–2020 programmet Ligga med P3, där pornografi tillhörde de ofta diskuterade ämnena. I Danmarks Radio gjordes 2015 flera olika programsatsningar omkring sexualitet, där Pornoquizzen var ett frågesportprogram på DR3 som blandade underhållningen med mer undersökande samtal kring pornografisk karaktär och konsumtion. Den svenska Alla våra ligg (startad 2016, vald till årets podd på Guldörat-galan 2018) har även den många gånger behandlat ämnet pornografi.
Acceptansen för pornografin som samhällsfenomen har sannolikt ökat. I USA har de årliga Gallup-undersökningarna visat att pornografi som något moraliskt acceptabelt mellan åren 2010 och 2021 ökade från 30 till 40 procent av de tillfrågade. Andelen är högre bland väljare som sympatiserar med Demokraterna, jämfört med dem som sympatiserar med Republikanerna. Andelen är cirka 20 procentenheter högre bland män än bland kvinnor, och acceptansen är högre bland yngre än bland äldre.

### Forskning om pornografi
| Linda Williams och Gail Dines, två akademiker som bidragit till debatten. |  | Linda Williams och Gail Dines, två akademiker som bidragit till debatten. |
| Linda Williams och Gail Dines, två akademiker som bidragit till debatten. |  |                                                                           |

Samhällets officiella hållning till pornografin har ofta handlat om distansering och reglering, och studier av pornografi har oftast utgått från problem i produktions- eller konsumtionsleden. Detta kan beskrivas som NEP – det "negativa effektsparadigmet".
I samband med den ökade synligheten och spridningen av pornografi alltsedan 1970-talet – bland annat via film, video, kabel-TV och internet – har allt fler vetenskapliga undersökningar skrivits om pornografin som fenomen. Detta har fortsatt under tiden Internet tagit över som huvudsaklig distributionskanal för pornografin, och den ökade konsumtionen har lett till att forskning om pornografi inletts inom allt fler akademiska discipliner. Denna forskning har bland annat utförts av sociologer, filosofer, psykologer, statsvetare, etnografer, filmvetare och litteraturhistoriker. 1989 var filmvetaren Linda Williams pionjär inom filmvetenskapen, när hon publicerade boken Hard Core och där betraktade pornografin som en av tre kroppsgenrer. 
Forskningen har ofta publicerats i akademiska tidskrifter ägnade åt sexologi och psykologi. 2014 startades den engelskspråkiga och på pornografisk forskning helt inriktade tidskriften Porn Studies.